# Peutz-Jeghers-Syndrom

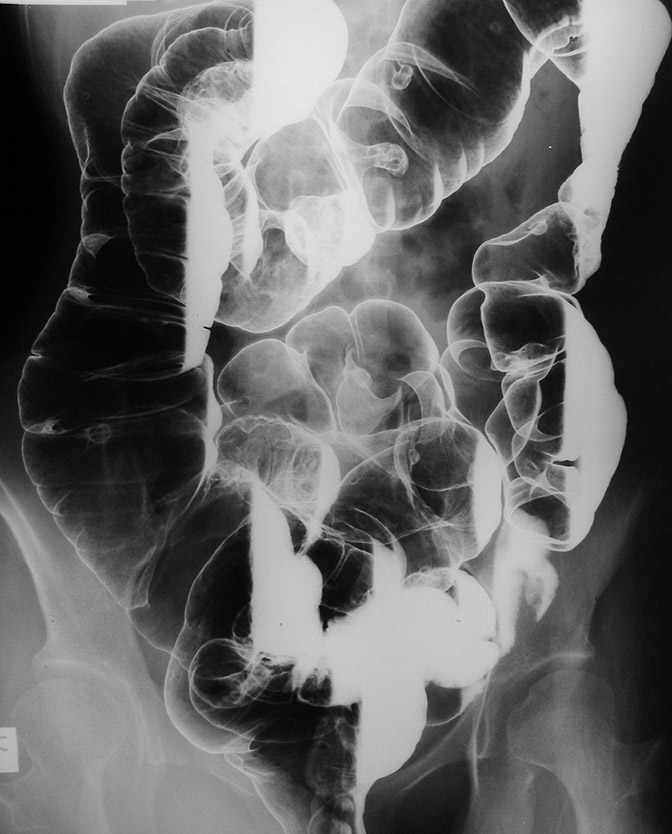
Kolonkontrasteinlauf bei Peutz-Jeghers-Syndrom

Das Peutz-Jeghers-Syndrom, auch Hutchinson-Weber-Peutz-Syndrom oder Peutz-Jeghers-Hamartose, ist eine seltene, genetisch bedingte und autosomal-dominant vererbte gastrointestinale Polypose mit charakteristischen Pigmentflecken an Haut und Schleimhäuten. Das Syndrom kann auch spontan auftreten. Die Erkrankung ist nach den Internisten Jan Peutz und Harold Jeghers benannt. Eine frühe Darstellung 1896 geht auf J. Hutchinson zurück.

## Ätiologie
Beim Peutz-Jeghers-Syndrom liegt eine Mutation der Serin-Threonin-Kinase STK11 auf Chromosom 19p13.3 vor. Dabei handelt es sich vermutlich um ein Tumor-Suppressor-Gen, durch dessen Ausfall multiple Tumoren auftreten. Eine Mutation der STK11-Kinase konnte in 70 % aller Patienten nachgewiesen werden. Die genetische Penetranz ist vollständig, die Expressivität ist jedoch variabel. Männer und Frauen sind gleichermaßen betroffen. Die meisten Fälle treten familiär auf, jedoch gibt es auch sporadische Fälle.
Die Diagnosestellung erfolgt durch eine Biopsie. Besonders die Hautflecken müssen auch an einen Morbus Addison oder ein McCune-Albright-Syndrom denken lassen.
Abzugrenzen ist das Cronkhite-Canada-Syndrom.

## Symptome
Die Krankheit manifestiert sich durch multiple gutartige Polypen im Magen-Darm-Trakt, wobei es sich dabei um Hamartome handelt. Histologisch zeigen sich dabei verzweigte glatte Muskelzellen mit eingelagertem Drüsengewebe. Oft finden sich mehrere hundert solcher Hamartome, die bei 88 % der Patienten nachweisbar sind. Sie sind in der Regel 1–5 mm groß, können aber auch bedeutend größer werden. Bei 64 % der Patienten sind sie im Dünndarm nachweisbar, in 64 % auch im Dickdarm (Colon), in 49 % im Magen und in 32 % im Enddarm (Rektum). Selten wurden die hamartomatösen Polypen auch im Nierenbecken, in der Blase, in den Lungen und in den Nasenlöchern beschrieben.

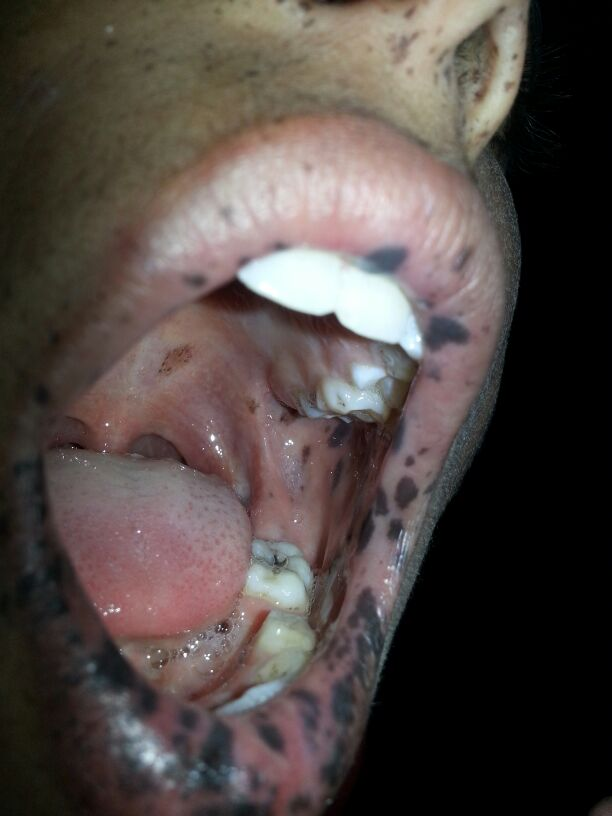
Melanotische Pigmentflecken bei einem Jungen mit Peutz-Jeghers-Syndrom.

Die Polypen werden typischerweise zwischen dem 10.–30. Lebensjahr klinisch manifest. Bei 43 % der Patienten manifestieren sie sich durch eine Obstruktion des Darmlumens bis zum Darmverschluss (Ileus), in 23 % durch abdominelle (kolikartigen) Schmerzen, und in etwa 14 % durch rektalen Blutabgang oder blutigen Stuhl. Selten (7 %) kommt es zu einer analen Extrusion eines Polypen. Häufig kommt es auch zu einer Einstülpung (Invagination) des Darms, meist (95 %) des Dünndarms. Durch chronische Blutungen kann sich eine sekundäre Anämie entwickeln.
Außerdem haben nahezu alle Patienten melanotische Pigmentflecken auf Haut und Schleimhäuten, die meist schon im Alter von zwei Jahren nachweisbar sind und bis zur Pubertät an Größe und Zahl zunehmen. Danach kommt es zu einem langsamen Rückgang der Pigmentflecken, die jedoch nie ganz verschwinden. Typisch ist die Lokalisation an den Lippen und um den Mund herum (in 94 %), in der Häufigkeit gefolgt von einem Befall der Hände (74 %), der Mundschleimhaut (66 %) und der Füße (62 %). Die Pigmentflecken sind 1–5 mm groß.
Bisher wurde das Peutz-Jeghers-Syndrom als Präkanzerose mit einem gering erhöhten Krebsrisiko eingestuft; neuere Untersuchungen belegen jedoch ein Lebensrisiko von 85 %, eine Krebserkrankung zu erleiden. Etwa die Hälfte aller Patienten stirbt vor dem 60. Lebensjahr an Krebs. Dabei ist vor allem der Magendarmbereich betroffen (57 %), außerdem die Brust (45 %). Darüber hinaus ist aber auch das Risiko für Tumoren der Eierstöcke, des Gebärmutterhalses, der Lungen, der Bauchspeicheldrüse, der Gebärmutter und der Hoden erhöht.

## Therapie
Eine kausale Therapie existiert nicht, vielmehr wird symptomatisch behandelt. Bei einer Darminvagination wird wegen der häufig zugrundeliegenden Entartung und des hohen Rezidivrisikos ein chirurgisches Vorgehen empfohlen. Eine prophylaktische Entfernung der hunderten Polypen ist nicht möglich, einzelne auffällige Polypen können abgetragen werden (Polypektomie). Darüber hinaus wird wegen des Krebsrisikos eine regelmäßige Früherkennungsuntersuchung (Screening) v. a. des Magen-Darm-Traktes und der Brüste empfohlen (z. B. durch Darmspiegelung und Mammographie), auch eine Überwachung der anderen seltener betroffenen Organe.